# Cronicile lui Riddick: Furia întunecată
Cronicile lui Riddick: Furia întunecată (The Chronicles of Riddick: Dark Fury) este un film direct-pe-DVD de animație din 2004. Este regizat de coreeano-americanul Peter Chung, Vin Diesel interpretând rolul titular Richard B. Riddick.

## Prezentare
La scurt timp după ce a scăpat de pe planeta din Pitch Black, Riddick, Jack și Imam sunt preluați de către o navă. Ei descoperă repede că este o navă de mercenari. Deși Riddick încearcă să-și ascundă identitatea față de mercenari și pretinde că este William J. Johns (din Pitch Black) la interfon, mercenarii au amprenta sa vocală după care-l identifică.  
Capturați de mercenari, cei trei supraviețuitori descoperă rapid ca răpitorii lor au planuri neobișnuite pentru ei. Proprietarul navei, Antonia Chillingsworth (Tress MacNeille), este un colecționar de criminali care-i îngheață și-i păstrează ca statui, care sunt, în opinia ei, artă. Deși criminalii sunt înghețați, ei sunt încă în viață și conștienți. Pentru ea, Riddick este "capodopera" finală a colecției sale. Riddick, Jack și Imam trebuie să facă față situației și să lupte pentru a-și face drum prin enorma armată de creaturi umane și non-umane aflate la dispoziția Antoniei sau cei trei vor avea o soartă mult mai crudă decât moartea.

## Actori
- Vin Diesel - Richard B. Riddick
- Rhiana Griffith - Jack
- Keith David - Abu 'Imam' al-Walid
- Roger L. Jackson - Junner
- Tress MacNeille - Antonia Chillingsworth
- Nick Chinlund - Toombs
- Dwight Schultz - Skiff A.I.
- Sarge - Escort Merc
- Julia Fletcher - Merc Squad Leader
- Hedy Burress - Lab Tech
- Andrew Philpot - Tech
- Rick Gomez - Lead Merc